# دتفورد

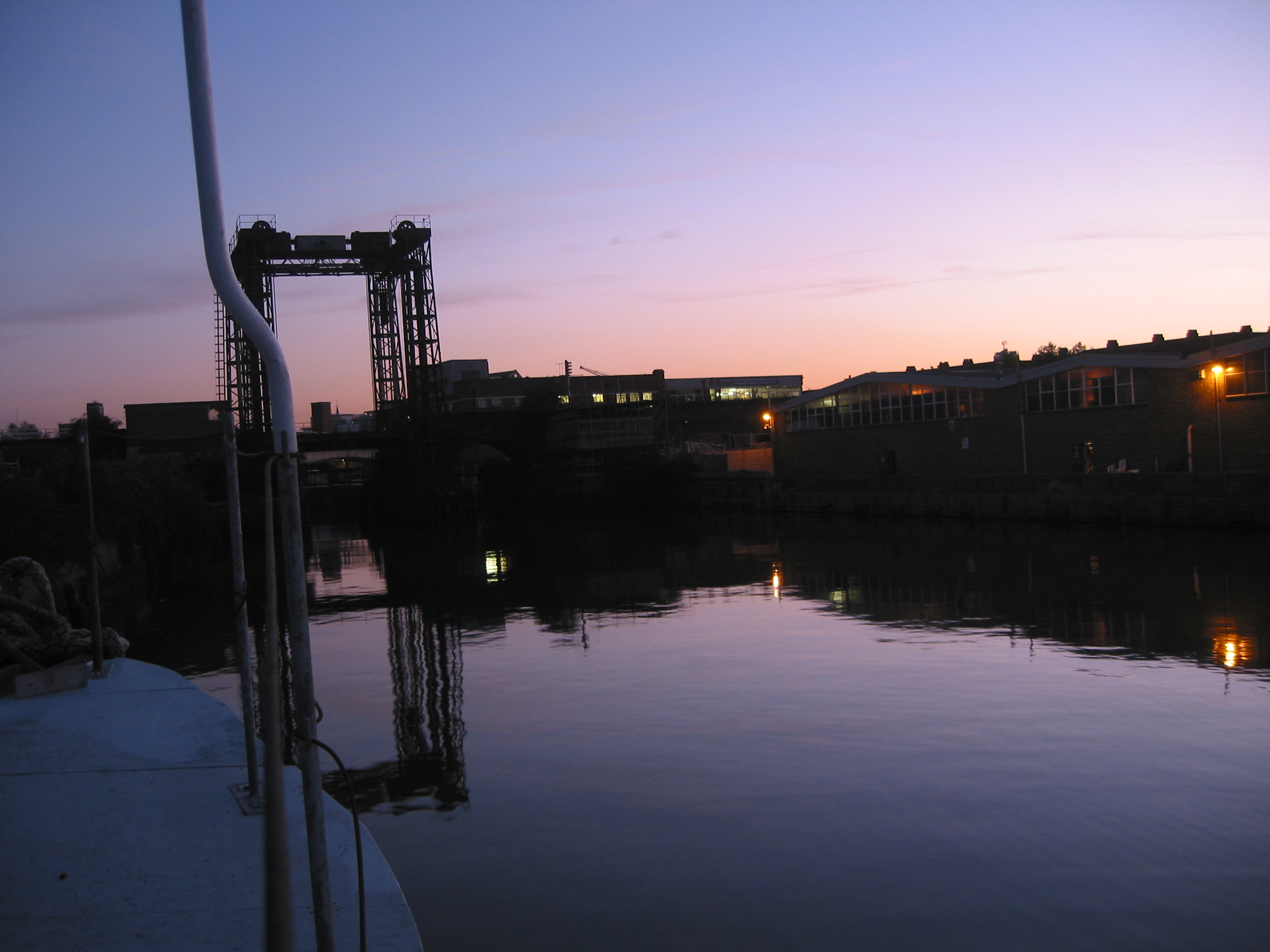
دبتفورد في المساء

دتفورد (بالإنجليزية: Deptford)‏ جزء من لويشام وهي ضاحية في جنوب شرق لندن منذ القرن السادس عشر إلى أواخر القرن التاسع عشر بكونها منطقة مرفأ ديتفورد، أول مرفأ للبحرية الملكية البريطانية. منطقة صناعية اشتهرت في العصر الإليزابيثي بكونها سوقًا للماشية وموقعا للترسانة البحرية الملكية.

## أعلام
- ستيف هارلي
- لورين تشيس
- جويل نوبل
- بي. سي. رن
- كريستوفر مارلو
- تيد باسيت